# Lust Stories
Lust Stories (br: Quatro Histórias de Desejo) é um filme indiano de 2018 composto por quatro segmentos de curta-metragem dirigidos por Anurag Kashyap, Zoya Akhtar, Dibakar Banerjee e Karan Johar e uma sequência do filme de 2013 Bombay Talkies.
Foi indicado ao Prêmio Emmy Internacional de melhor filme para TV ou minissérie.

## Elenco
Segmento de Anurag Kashyap
- Radhika Apte como Kalindi
- Akash Thosar como Tejas
- Asir Abrar como Kalindi's Sideflick
- Ridhi Khakhar como Natasha
- Randeep Jha como Neeraj
- Sumukhi Suresh (participação especial)

Segmento de Zoya Akhtar
- Bhumi Pednekar como Sudha
- Neil Bhoopalam como Ajit
- Nikita Dutta como noiva / noiva de Ajit

Segmento de Dibakar Banerjee
- Manisha Koirala como Reena
- Jaideep Ahlawat como Sudhir
- Sanjay Kapoor como Salman

Segmento de Karan Johar
- Kiara Advani como Megha
- Vicky Kaushal como Paras
- Neha Dhupia como Rekha